# محمد المحسيري
محمد المحسيري (توفي في 31 يناير 2013) سياسي أردني . تم انتخابة عضواً في مجلس النواب في انتخابات 23 يناير 2013. كعضو في مجلس النواب عن الدائرة الثانية في محافظة عمان وتوفي بنوبة قلبية بعد أسبوع واحد فقط من انتخابه.
في 21 أبريل 2013، أجريت انتخابات فرعية لشغل مقعد ماهسيري، حيث فاز بالمقعد شقيقه عبد المحسيري .  